# Avon Championships of Chicago 1980
Avon Championships of Chicago 1980  — жіночий тенісний турнір, що проходив на закритих кортах з килимовим покриттям International Amphitheatre в Чикаго (США). Належав до Avon Championships Circuit 1980. Турнір відбувся вдев'яте і тривав з 21 січня до 27 січня 1980 року. Перша сіяна Мартіна Навратілова здобула титул в одиночному розряді й отримала за це 40 тис. доларів США.

## Фінальна частина

### Одиночний розряд
Мартіна Навратілова —  Кріс Еверт-Ллойд 6–4, 6–4
- Для Навратілової це був 3-й титул в одиночному розряді за сезон і 37-й — за кар'єру.

### Парний розряд
Біллі Джин Кінг /  Мартіна Навратілова —  Сільвія Ганіка /  Кеті Джордан 6–3, 6–4

## Розподіл призових грошей
| Дисципліна       | П       | F       | ПФ     | ЧФ     | 1/8    | 1/16   |
| Одиночний розряд | $40,000 | $20,000 | $9,900 | $4,500 | $2,200 | $1,200 |